# 李自芳 (1882年)

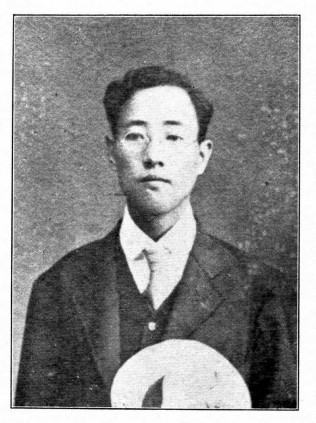
《民国之精华》中的李自芳照片

李自芳（1882年—？），字仲翔，广东台山人。中华民国政治人物、收藏家。

## 生平
李自芳既通经史，又精西学。早年自京师高等巡警学堂毕业。历任京师地方审判厅推事，广州地方审判厅推事，广东高等审判厅推事，广东法政学校民法教员。民国二年（1913年），当选为中华民国第一届国会参议院议员。1914年国会解散后，回到家乡从事公益事业，不问政治。1916年国会重开，李自芳复任参议院议员。
在北京任参议员时，李自芳资助进京求学的家乡学子。他能诗善文，一生广置图书，擅长抚奏古琴，并且收藏古琴。寓居北京期间，李自芳重金收购名琴，先后收藏了明仲尼式“中和”琴（“大明崇祯八年”“潞国制”，即朱常淓所制）、南宋连珠式“南风”琴、明仲尼式“铁鹤舞”琴。后携所藏的古琴返回广东家乡，子孙将琴秘藏于李氏碉楼。